# 주중국 조선민주주의인민공화국 대사관
주중국 조선민주주의인민공화국 대사관(중국어: 朝鲜民主主义人民共和国驻中华人民共和国大使馆 / 朝鲜驻华大使馆, 조선말: 중화인민공화국 주재 조선 대사관)은 중화인민공화국 베이징시 차오양구에 설치한 조선민주주의인민공화국과 관련된 대사관이다. 현임 대사는 리룡남이다. 조선민주주의인민공화국은 중화인민공화국에 설치한 영사관으로는 단둥시, 선양시, 홍콩에 따로 둔다. 또한 조선민주주의인민공화국이 외국에 설치한 재외 공관 중에서는 가장 큰 공관이며, 기숙사와 북한 식료품점, 환전소, 안경점, 과일과 채소 가게도 같이 병설되어 있다.

## 역사
현재의 대사관 청사는 1986년 9월 6일 준공되었다. 2017년에는 NK 뉴스의 보도에 의하면, 대사관이 조선민주주의인민공화국을 방문하는 사람들을 위한 호텔을 짓고 있다고 보도되었다. 본 보도에 의하면 해당 호텔은 2018년 초에 거의 완공되었다고 한다.

## 역대 주중 북한대사
- 이주연
- 권오직
- 최일
- 리영호
- 박세창
- 현준극
- 전명수[6]
- 신인하
- 주창준[7]
- 최진수[8]
- 최병관[9]
- 지재룡
- 리룡남

## 같이 보기
- 주조 중국 대사관
  - 주청진 중국 총영사관
- 조선민주주의인민공화국-중화인민공화국 관계
- 조선민주주의인민공화국의 대외 관계